# Перепелица, Тамара Алексеевна
Тама́ра Алексе́евна Перепели́ца (21 ноября 1949, Липканы, Молдавская ССР, СССР ― 22 июня 2019, Москва, Россия) ― советская и российская артистка, певица, музыкальный педагог. Солистка Марийского театра оперы и балета имени Э. Сапаева (1977―2007). Преподаватель Института современного искусства (г. Москва) и Йошкар-Олинского музыкального училища имени И. С. Палантая. Лауреат Всероссийского и международного конкурсов исполнителей старинного русского романса имени И. Юрьевой (Владимир, 1995; Таллинн, Кохтла-Ярве, 2002). Народная артистка Республики Марий Эл (1999). Заслуженная артистка Марийской АССР (1991). Лауреат Национальной театральной премии имени Йывана Кырли (1994). Член КПСС с 1987 года.

## Биография
Родилась 21 ноября 1949 года в городе Липканы ныне Бричанского района Молдавии.
В 1970 году окончила Ставропольское музыкальное училище (вокальное отделение). Играла в Киевской и Красноярской оперетте, Донецком театре оперы и балета
В 1975 году окончила Казанскую государственную консерваторию (класс В. А. Лазько).  
В 1975―1976 годах выступала в Татарском театре оперы и балета имени М. Джалиля.
В 1977―2007 годах ― солистка Марийского театра оперы и балета имени Э. Сапаева.
Была преподавателем вокала и иллюстратором Йошкар-Олинского музыкального училища имени И. С. Палантая.
Была преподавателем кафедры академического пения Института современного искусства (г. Москва).
Трагически погибла 22 июня 2019 года в Москве. 

## Музыкальное творчество
Голос ― лирико-драматическое сопрано. 
Дебют певицы ― роль Иоланты в одноимённой опере П. Чайковского. Ей более соответствовали партии драматического плана: Татьяна в «Евгении Онегине» П. Чайковского, Чио-Чио-сан и Флория Тоска в одноимённых операх Дж. Пуччини, Микаэла в «Кармен» Ж. Бизе и Виолетта в опере «Травиата» Дж. Верди.
Работала в жанре оперетты и музыкальной комедии, в которых важен синтез вокала и актёрской игры: произведения И. Штрауса, И. Кальмана, Ф. Легара, К. Листова, а также в детских музыкальных сказках. Запоминаемы её героини в спектаклях «Цыганский барон» и «Цыганская любовь», «Летучая мышь» и «Марица», «Веселая вдова» и «Король вальса».
Исполняла песни марийских композиторов С. Макова, А. Незнакина, В. Кульшетова, Э. Архиповой на концертах, пленумах, съездах, фестивалях, на радио и телевидении.
Является лауреатом Всероссийского и международного конкурсов исполнителей старинного русского романса имени И. Юрьевой (Владимир, 1995; Таллинн, Кохтла-Ярве, 2002). В её послужном списке ― победы учеников в международных и всероссийских конкурсах и фестивалях: «Йошкар-Ола театральная», «Композиторы детям» в Красноярске, Омске, Ижевске, Нижнем Новгороде и других городах. В 1994 году стала лауреатом театральной премии имени Й. Кырли за исполнение роли Маргариты в опере «Фауст» Ш. Гуно.

## Основные роли
Далее представлен список основных ролей Т. А. Перепелицы:
- Иоланта («Иоланта» П. Чайковский)
- Татьяна («Евгений Онегин» П. Чайковский)
- Чио-Чио-сан («Чио-Чио-сан» Дж. Пуччини)
- Флория Тоска («Тоска» Дж. Пуччини)
- Микаэла («Кармен» Ж. Бизе)
- Виолетта («Травиата» Дж. Верди)
- Маргарита («Фауст» Ш. Гуно)
- Розалинда («Летучая мышь» И. Штраус)

## Признание
- Народная артистка Республики Марий Эл (1999)[1][2][3]
- Заслуженная артистка Марийской АССР (1991)[1][2][3]
- Лауреат Национальной театральной премии имени Йывана Кырли (1994) ― за исполнение роли Маргариты в опере «Фауст» Ш. Гуно[3]